# Ix (Dune)
Ix è un pianeta immaginario appartenente all'universo di Dune creato da Frank Herbert.
Il suo nome deriva dal numero romano "IX", essendo il pianeta il nono rispetto al suo sole, Alkarulops. Ix è specializzato nello studio e nella produzione di avanzate tecnologie che spesso sfidano i limiti imposti dal Jihad Butleriano. Il concorrente principale di Ix è Richese, pur mantenendo un ampio distacco per quanto riguarda le proprie produzioni tecnologiche.

## Storia
La Casa Vernius di Ix gioca un ruolo importante ne Il preludio a Dune, mentre in Messia di Dune ci viene presentata la Confederazione di Ix, indicando così che nessuna Casa governava il pianeta. Molti appassionati non sono dunque soddisfatti dei cambiamenti apportati da Brian Herbert, il figlio di Frank Herbert, nello scrivere i prequel del ciclo originale. È comunque possibile che questa discrepanza venga spiegata in qualche futuro romanzo del ciclo.

## Caratteristiche
Ix è un pianeta rigoglioso molto simile alla Terra. Non ci sono strutture sulla superficie, e praticamente nessuno vi mette piede: le installazioni sono totalmente sotterranee e costituite per la maggior parte da fabbriche e laboratori di ricerca.
Gli Ixiani sono inoltre responsabili per la creazione di Hwi Noree e quindi per il ruolo che questa donna ha avuto nella caduta di Leto II, l'Imperatore-Dio.